# Ponte Sant'Angelo
Ponte Sant'Angelo (= Angelski most) je današnje ime za rimski most v Rimu, Italija, dokončan leta 134 po naročilu cesarja Hadrijana za premostitev Tibere in povezavo mesta z novo zgrajenim cesarjevim mavzolejem. Imenoval se je Pons Aelius, kar pomeni Hadrijanov most. Most je bil originalno sestavljen iz treh obokov in povezan z bregom preko dveh stranskih precej strmih priključkov. Danes je obložen s travertinom in prečka Tibero s petimi oboki, srednji trije so romanski in je namenjen samo pešcem. Povezuje soseski Ponte in Borgo, kateri most administrativno pripada.

## Zgodovina
V zgodnjem srednjem veku je bilo originalno ime pozabljeno: po porušenju Neronovega mostu so bili romarji prisiljeni uporabljati ta most, da bi dosegli baziliko svetega Petra, zato je postal znan z imenom »most svetega Petra« (pons Sancti Petri). V šestem stoletju, pod papežem Gregorjem I., sta Hadrijanov mavzolej in most prevzela ime Sant'Angelo (= Sveti angel), kar pojasnjuje legenda, da se je na strehi mavzoleja pojavil angel in napovedal konec kuge. Dante piše v svoji Božanski komediji o jubileju 1300., da so zaradi velikega števila romarjev, ki so prihajali in odhajali iz Svetega Petra, uredili na mostu dva ločena pasova za razporejanje prometa. V jubileju 1450. so zaradi velike množice romarjev opremili most z ograjami, saj jih je veliko utonilo v reki. Celo nekatere hiše na čelu mostu in tudi rimski slavolok so podrli, da bi razširili pot za romarje.
Po 16. stoletju so most uporabljali za izpostavljanje trupel po izvedeni eksekuciji na bližnjem Piazza di Ponte, na levi strani mostu. Leta 1535 je papež Klemen VII. dodelil dohodek od cestnine na mostu za postavitev kipov apostolov svetega Petra (s knjigo in napisom na podstavku Rione XIV), delo Lorenzetta, in svetega Pavla (ki ima zlomljen meč in knjigo, z napisom na podstavku Borgo), delo Paola Romana, ki so jima dodali nato še štiri evangeliste in patriarhe ter druge kipe kot so Adam, Noe, Abraham, Mojzes. Za obnovo kipov na mostu se je leta 1669 papež Klemen IX. obrnil na Berninija. Ta je predložil enega svojih zadnjih velikih projektov, ki se imenuje Deset angelov, vendar je on osebno končal le dva izvirnika, in sicer Angela z napisom I.N.R.I. in Angela s trnovo krono, ki ga je pa Klemen IX. vključil v svojo osebno zbirko. Zdaj sta oba v cerkvi Sant'Andrea delle Fratte, tudi v Rimu.
Ob koncu 19. stoletja sta bili zaradi del za gradnjo nabrežja Tibere (Lungotevere) uničeni rimski rampi, ki sta navezovali most z obema bregovoma, in na njihovem mestu sta bila zgrajena dva loka podobna rimskim.
Za Veliki jubilej leta 2000 je Lungotevere na desnem bregu, med mostom in gradom, postal območje za pešce.

## Kipi na mostu
Danes je na mostu vsega 12 kipov, in sicer sveti Peter, sveti Pavel in deset angelov, ki opisujejo pasijon z napisi na podstavkih, in sicer:
- angel s stebrom (Tronus meus in columna = Moj prestol je ob stebru)
- angel z bičem (In flagella paratus sum = Pripravljen sem na bič)
- angel s trnjevo krono (In aerumna mea dum configitur spina = V stiski me trn prebada)
- angel s svetim prtom (Respice faciem Christi tui = Glej obličje svojega Kristusa)
- angel s plaščem in kockami (Super vestem meam miserunt sortem = Za moj plašč so kockali)
- angel z žeblji (Aspiciant ad me quem confixerunt = Naj gledajo mene, ki so me pribili)
- angel s križem (Cuius principatus super humerum eius = Čigar kraljestvo bo na njegovih ramenih)
- angel s pergamentom (Regnavit a ligno deus = Bog je kraljeval z lesa)
- angel s spužvo (Potaverunt me aceto = Dali so mi piti kisa)
- angel s sulico (Vulnerasti cor meum = Ranil si moje srce)

- Sveti Peter na čelu mostu. Hinc humilibus venia
- In flagella paratus sum[2], kipar Lazzaro Morelli
- In aerumna mea dum configitur spina [3], kipar Paolo Naldini
- Super vestem meam miserunt sortem [4], kipar Paolo Naldini
- Regnavit a ligno deus, kopija, kipar Giulio Cartari
- Potaverunt me aceto [5], kipar Antonio Giorgetti

- Sveti Pavel, na čelu mostu. Hinc retributio superbis, kopija, kipar Paolo Naldinija
- Tronus meus in columna, kipar Antonio Raggi
- Respice faciem Christi tui, kipar Cosimo Fancelli
- Aspiciant ad me quem confixerunt[6], kipar Girolamo Lucenti
- Cuius principatus super humerum eius [7], kipar Ercole Ferrata
- Vulnerasti cor meum, kipar Domenico Guidi